# 林子 (南投縣)
林子，原寫為林仔，是臺灣南投縣南投市的一個傳統地域名稱，位於該市中部偏西北地帶。相較於今日行政區，其範圍大致包括永豐里不含東北端及西南端、新興里不含最東端及西南部凸出部分的南半部、平山里北部西段。

## 歷史
台灣清治末期至日治初期，林子地區為一街庄，稱為「林仔庄」，隸屬於南投堡。該庄輪廓略呈東北—西南走向狹長形，北與小半山庄、營盤口庄為鄰，東及南與半山庄為鄰，西南邊為施厝坪庄，西邊為草尾嶺庄。
1901年（日治明治三十四年）11月，全台廢縣廳改設二十廳，該庄隸屬於南投廳。1903年（明治三十六年）6月，該庄編入「南投區」，隸屬於南投廳。1909年（明治四十二年）10月，合併二十廳為十二廳，南投區仍隸屬於南投廳。1920年（大正九年），全台地方制度大改正，廢十二廳改設五州二廳，該庄改制並雅化為「林子」大字，隸屬於臺中州南投郡南投街。
戰後南投街改制為南投鎮，隸屬於臺中縣，大字亦改制為里。1950年10月，中、彰、投分治，南投鎮改隸屬南投縣。1981年，南投鎮升格為南投市。

## 聚落
本地區發展較早的聚落有林仔、水尾仔、半路厝等，在日治期初期的官方地圖上已有記載。

## 交通
國道3號又稱「福爾摩沙高速公路」，是貫穿台灣西部的兩條縱向高速公路之一，大致以西北—東南走向經過林子地區東北端。境內未設交流道，北側最近的是省道台14乙線交會處的中興交流道，南側最近的福崗路一段交會處的南投交流道。由此等可快速前往台灣南北各地，或於中興系統交流道轉省道台76線以前往彰化平原。
省道台3線（南崗三路）俗稱「內山公路」，是臺北至屏東的平面幹道，大致以北微西—南微東走向轉西北微北—東南微南走向經過本地區中部。由該道路向北微西轉西北微北經省道台14丁線路口後繞彎道轉東北經省道台14乙線立體交叉路口、國道3號高架橋下後可前往草屯、霧峰、大里、台中市區等地；向東南微南可前往南投市區、名間、竹山、林內等地。
省道台3甲線（中華路、彰南路三段）是草屯至南投的幹道，大致以東北微北—西南微南由本地區北部邊界東側入境後，繞彎道轉東北東—西南西走向，至省道台14丁線終點路口後轉南南東再轉東南微南，其後轉南再轉東南微南出境。由該道路向東北微北經國道3號高架橋下後可前往營盤口、山腳、山腳與林子頭交界地帶、草屯市區、番子田與牛屎崎交界地帶並止於省道台3線路口；向東南微南可前往半山、牛運堀、南投市區、三塊厝、茄苳腳北部並止於省道台3線另一路口。
省道台14丁線（彰南路三段）是芬園至南投苦苓腳（實際終點在林子）的幹道，其南側端點位於本地區中部偏東北的省道台3甲線轉角路口。由此向北微西轉北北西，出境後可前往小半山的苦苓腳聚落與小半山聚落、草尾嶺、同安寮、縣庄、芬園市區東側並止於省道台14線路口。
鄉道投20線（成功三路）是施厝坪至樟樹公的道路，其東側端點位於本地區中部的省道台3線路口。由此向西南西轉西南，於南崗工業區繞大彎轉南微東出境後，經半山繞反S形大彎後轉西南西再轉西可前往東施厝坪西側邊界並止於縣道139號舊線（八卦路）路口。

## 學校
- 新豐國小

## 景點
- 南崗樟樹公

## 產業
- 南崗工業區（西北大半部）